# Rick Tuten
Rick Tuten (Perry, 5 gennaio 1965 – Costa Rica, 13 giugno 2017) è stato un giocatore di football americano statunitense che ha giocato nel ruolo di punter per undici stagioni nella National Football League (NFL). Al college ha giocato a football all’Università statale della Florida.

## Carriera professionistica
Tuten passò la maggior parte della carriera professionistica coi Seattle Seahawks. Nel 1992 calciò 108 punt, il quarto risultato stagionale di tutti i tempi della NFL, guadagnando 4.760 yard a una media di 44,1 yard per punt. Nel 1994, anno in cui fu convocato per il suo primo e unico Pro Bowl, calciò il pallone 91 volte per 3.905 yard a una media di 42,9 yard a punt e segnò una conversione da due punti. Tuten, nell'ultimo anno della carriera, vinse coi St. Louis Rams il Super Bowl XXXIV, anche se in quella gara non giocò perché infortunato.

## Palmarès
- Super Bowl : 1 Vincitore del Super Bowl XXXIV
- Pro Bowl (1994)
- Formazione ideale del 35º anniversario dei Seahawks

## Statistiche
| Punt  | 741    |
| Yard  | 32.190 |
| Media | 43,4   |